# Józef Pankiewicz
Józef Pankiewicz (29. listopadu 1866, Lublin – 4. července 1940, La Ciotat) byl polský impresionistický malíř, grafik a pedagog, který většinu své kariéry strávil ve Francii.

## Život
V letech 1884 až 1885 studoval na Škole výtvarných umění ve Varšavě u Wojciecha Gersona a Aleksandra Kamińského. Po získání stipendia odjel studovat do Petrohradu na Carskou akademii umění.
V roce 1889 odjel se svým ateliérovým partnerem Władysławem Podkowińským do Paříže na Exposition Universelle, kde získal stříbrnou medaili za obraz zeleninového trhu. Během svého pobytu byl ovlivněn francouzským impresionismem a po návratu se v Polsku snažil zavést nejnovější francouzské trendy. Za to byl silně kritizován. Přesto vytrval a vytvořil sérii portrétů inspirovaných dílem Jamese McNeilla Whistlera. Jeho portrét „Mrs. Oderfeld and her Daughter“ získal zlatou medaili na Exposition Universelle a rovněž byl vystaven v pařížském salonu.
V roce 1897 se stal jedním ze zakládajících členů Spolku polských umělců „Sztuka“. Následujících devět let nepřetržitě cestoval po západní Evropě, až byl v roce 1906 jmenován profesorem na krakovské Akademii výtvarných umění. Rovněž cestoval po pobřeží Středozemního moře, a vytvořil rozsáhlou sérii krajin a pohledů na města, v nichž se stále více projevoval vliv Paula Cézanna.
Během První světové války žil ve Španělsku, kde se seznámil s Robertem Delaunayem. Jeho tvorba se přikláněla zejména k fauvismusu. Stal se vůdcem skupiny mladých umělců známých jako kapisté (koloristé), jejíž členové se stavěli proti romantické tradici v polském umění. V roce 1923 se vrátil na krakovskou Akademii. Po roce 1925 byl ředitelem její pobočky v Paříži.
V meziválečném období se jeho styl opět měnil. Stal se dekorativnějším a namaloval řadu zátiší. Pokračoval také v malování krajin v jižní Francii. V roce 1927 byl jmenován členem Řádu čestné legie. V roce 1933 mu byl udělen Řád znovuzrozeného Polska. V roce 1936 se u příležitosti jeho sedmdesátých narozenin konala velká výstava jeho děl v Národním muzeu. Následující rok odešel do důchodu a usadil se v La Ciotat u Marseille, kde 4. července 1940 zemřel.

## Dílo

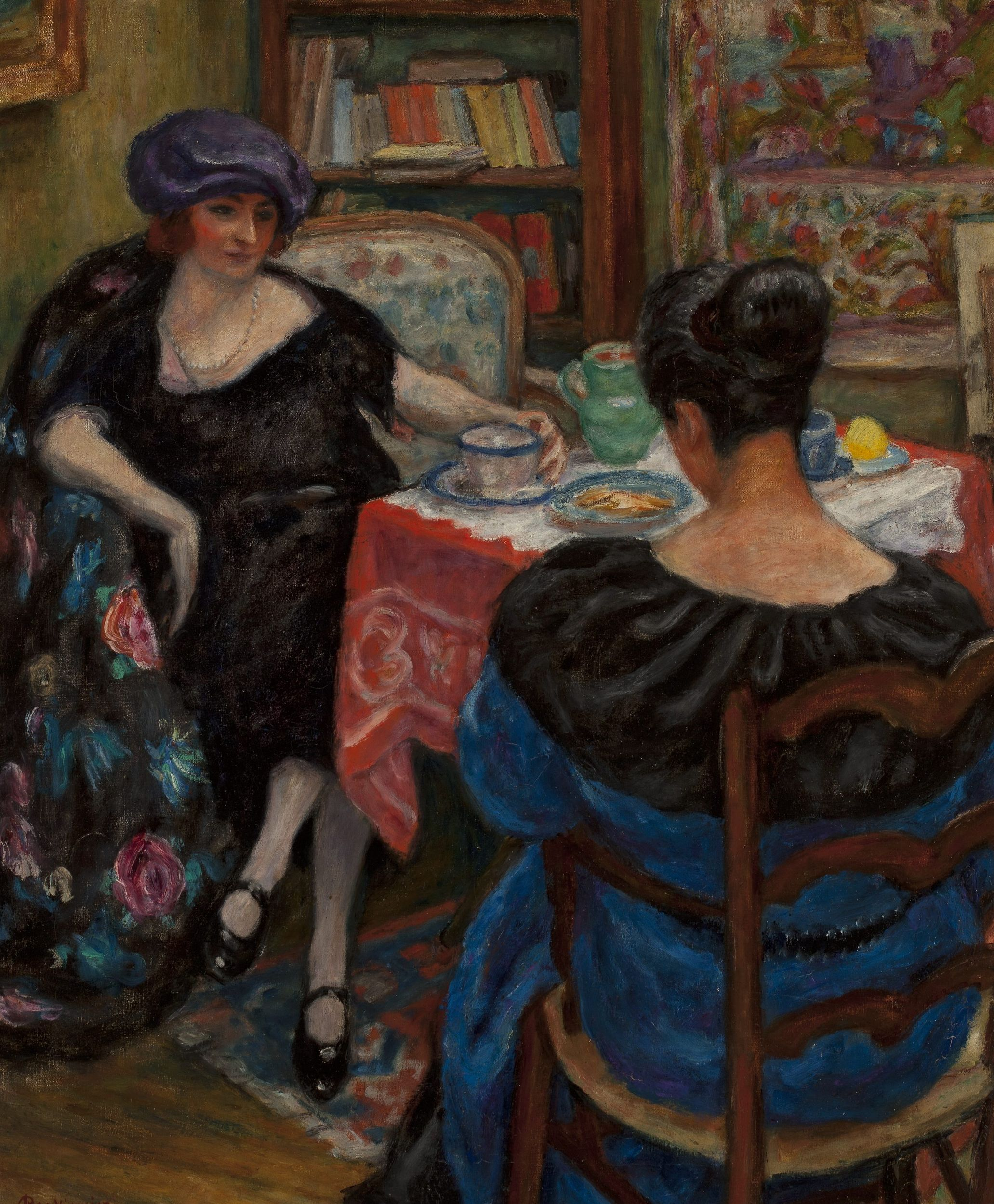
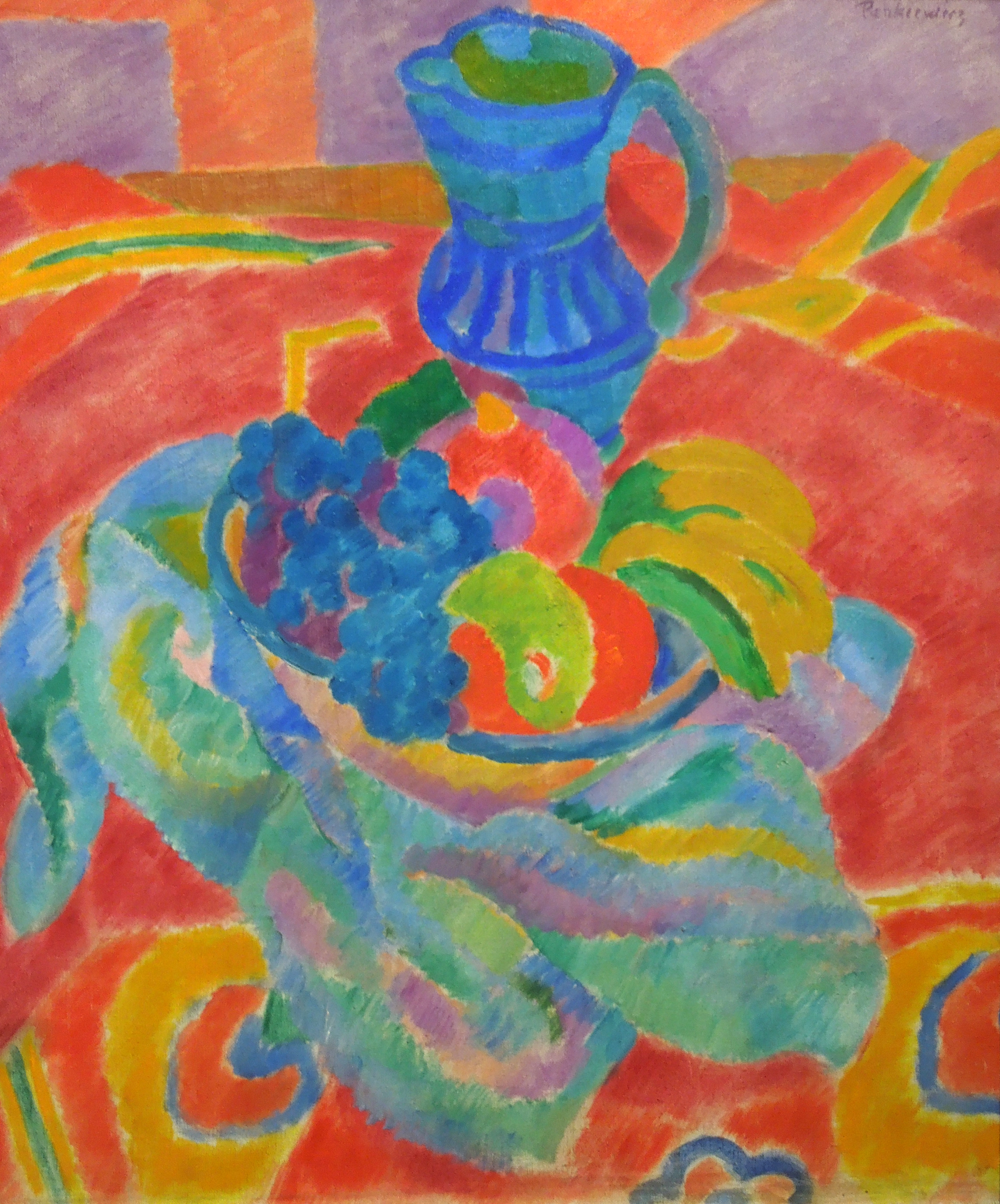
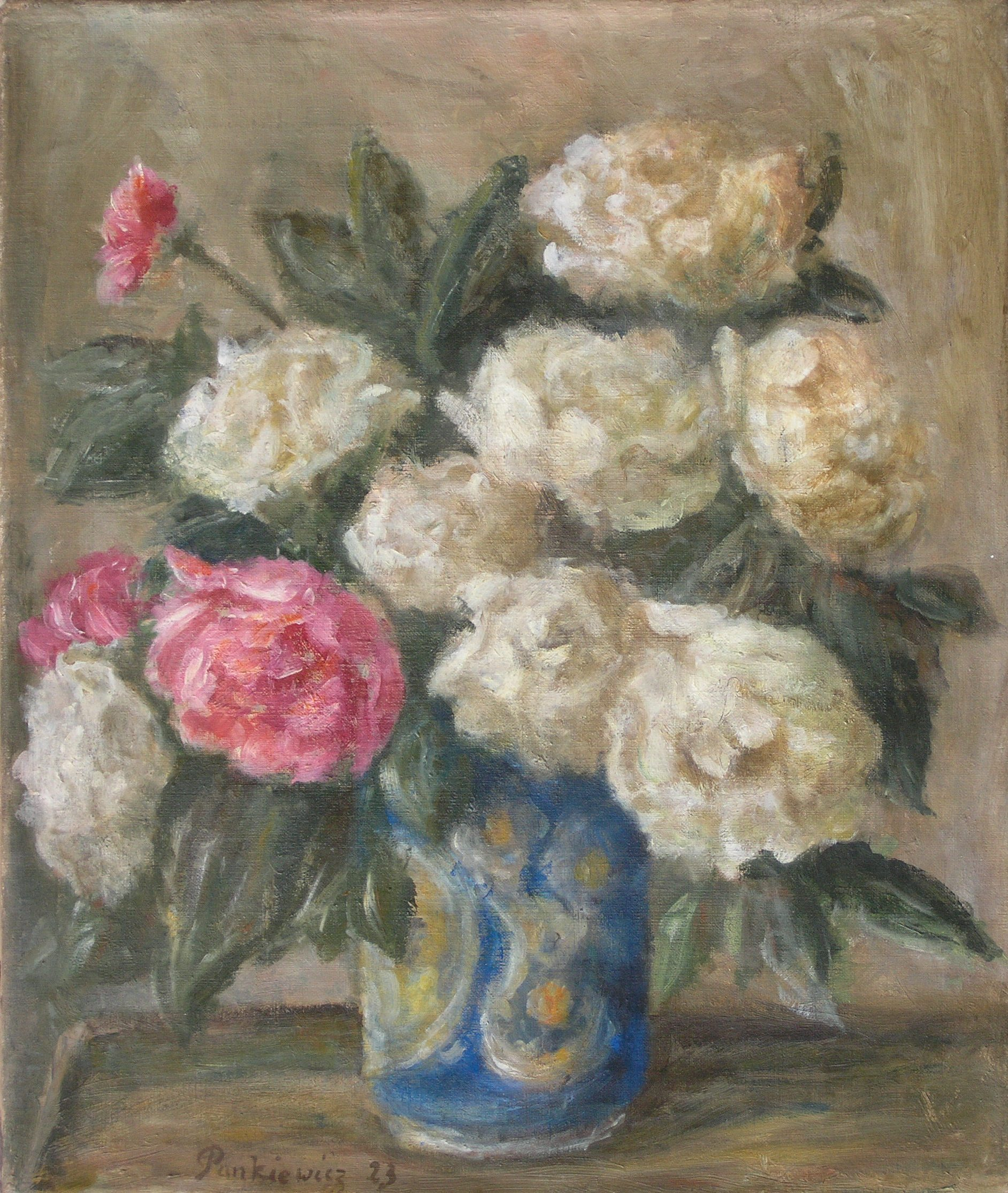